# Zlate gore Altaja
Zlate gore Altaja je ime Unescove svetovne dediščine, ki jo sestavljajo naravna rezervata Altaj in Katun, Telecko jezero, gora Beluha in planota Ukok. Kot je zapisano v Unescovem opisu, »regija predstavlja najcelovitejše zaporedje višinskih vegetacijskih con v osrednji Sibiriji, od stepe, gozdne stepe, mešanega gozda, subalpskega rastja do alpskega rastja«. Unesco je ob sprejetju odločitve navedel tudi pomen ruskega Altaja za ohranjanje globalno ogroženih sesalcev, kot sta snežni leopard in altajski argali. Lokacija pokriva površino 16.175 km².
V turških in mongolskih jezikih ime Altaj pomeni 'Zlate gore' – al pomeni rdeč / zlat in tai / tag gora (kitajsko: 金山 – 'Zlate gore').

## Regija Altaj, mesta in pokrajina
Regijo Altaj sestavljajo štiri glavne enote in pokrajine: gora Beluha, planota Ukok, reka Katun in dolina Karakol. 
Gora Beluha velja za sveto mesto budistom in burhanistom. Njihovi miti, ki obkrožajo ta del gorskega območja, so bili prepričani, da je šlo za mesto Šangri-la (Šambala). Ta lokacija, ki so jo prvič preplezali v zgodnjih 1900-ih, zdaj vsako leto gosti nešteto plezalcev. 
Planota Ukok je starodavno pokopališče zgodnjega sibirskega ljudstva. Poleg tega so na ta del Zlatih gora vezani številni miti. Na primer, za planoto so mislili, da so bila Elizijska polja. 
Reka Katun je pomembna verska lokacija Altajcev, kjer (ob praznovanjih) uporabljajo starodavno ekološko znanje za obnovo in vzdrževanje reke. 
Dolina Karakol je dom treh avtohtonih vasi, kjer se turizem odlično upravlja.

## Kulturne vrednote
Medtem ko so Zlate gore Altaja po naravnih merilih uvrščene na seznam svetovne dediščine, ima podatke tudi o nomadski skitski kulturi. Permafrost v teh gorah je ohranil skitske nagrobnike. V teh zamrznjenih grobnicah ali kurganih so kovinski predmeti, kosi zlata, mumificirana trupla, tetovirana telesa, žrtvovani konji, predmeti iz lesa / usnja, oblačila, tekstil, itd.
Ker je planota Ukok (v gorah Altaj) sveto mesto Altajcev, zato arheologi in učenjaki, ki želijo izkopavati najdišča človeških ostankov, sprožijo veliko polemike.

## Britanski muzej razstavlja polemiko
Britanski muzej v Londonu je od septembra 2017 do januarja 2018 razstavljal Skitske bojevnike starodavne Sibirije. Razstavo je sponzoriral British Petroleum (BP), kar je bilo sporno. [6] Hkrati planoti Ukok grozi potencialna gradnja plinovoda iz Rusije na Kitajsko. Vendar plinovod predlaga rusko državno podjetje Gazprom, ne BP. Jennifer Castner, direktorica projekta Altai, je dejala:
 Izbira BP v Britanskem muzeju kot pokrovitelja razstave Skitov je moteča iz dveh razlogov. Prvič, BP je mednarodno podjetje za pridobivanje virov, ki zasede in uniči domače dežele, prekine tradicionalne življenjske poti in izkaže temeljno neupoštevanje globoke povezave med staroselci in njihovo pokrajino. Drugič, na Altaju obstajajo tesne vzporednice, kjer si BP-jev konkurent Gazprom prizadeva zgraditi cevovod, ki bi uničil starodavna mesta, motil dokumentirana sveta zemljišča in spomenike ter motil polno nomadsko gojitveno gospodarstvo Altajcev, hkrati pa sponzoriral večjo prenovo in razstavne eksponate v Narodnem muzeju Altaj. V obeh primerih prevladujoči zahodni kulturni odnosi zanikajo povezavo med arheologijo in sodobnimi avtohtonimi ljudstvi, naftni plinski panogi pa perejo svojo podobo na račun altajskega ljudstva in drugih podobnih. 
- Zlate gore Altaja
- Telecko jezero
- Planota Ukok
- Naravni rezervat Altaj

## Podnebne grožnje
Podnebne spremembe so povzročile, da je taljenje permafrosta ogrozilo ohranitev grobnic. V zadnjih 100 letih se je po Aziji zvišala temperatura za 1 ° C, v Altaju celo za 2 ° C, povečanje pa je bilo pozimi in spomladi.
Ledene poplave so na tem področju postale težava. Zlasti se Sofijski ledenik v regiji umika s hitrostjo 18 metrov na leto. 
Zvišanje temperature ogroža tudi različne ogrožene vrste, ki živijo v gorskem območju. Te vrste so snežni leopard, gorske ovce argali, stepski orel in črna štorklja.

## Napori za ohranjanje
Leta 2005 je Unescov center svetovne dediščine s finančno podporo Unescovih / flamskih skladov začel projekt Ohranjanje zamrznjenih grobov Altajskih gora. Vendar pa se je 14. maja 2008 ta projekt zaključil.